# Fasces

O fascio littorio

O termo latino fasces, na expressão fasces lictoris (em italiano:  fascio littorio) refere-se a um símbolo de origem etrusca, usado pelo Império Romano, associado ao poder e à autoridade. Era então denominado fasces lictoriae, por ser carregado por um lictor, o qual, na Roma Antiga, em cerimónias oficiais — jurídicas, militares e outras — precedia a passagem de figuras da suprema magistratura, abrindo caminho em meio ao povo.
Modernamente, foi incorporado pelo regime fascista na Itália. No final do século XIX, os fasci eram grupos políticos e paramilitares que constituíram a base do movimento fascista.
Constitui-se de um feixe de varas de bétula branca, simbolizando o poder de punir, amarradas por correias vermelhas (fasces), símbolo da soberania e a união. Muitas vezes o feixe é ligado a um machado de bronze, que simboliza o poder de vida e morte. É muito utilizado na heráldica como símbolo da força da união em torno do chefe. Aparece, por exemplo, no brasão de armas da França — nesse caso associado à justiça — e nos Estados Unidos.

## República Romana
Os fasces lictoriae ("feixes dos lictores") simbolizavam o poder e a autoridade (imperium) na Roma Antiga, tradição começada nos primórdios do Reino de Roma e mantida durante os períodos Republicano e Imperial.
No período Republicano, o uso do fasces era cercado por protocolos e tradições. Cada membro de um corpo de apparitores (oficiais subordinados), chamados lictores, carregava fasces ante um magistrado, variando de número conforme sua posição hierárquica. Os lictores precediam cônsules (e procônsules), pretores (e propretores), ditadores, edis curuis, questores, e os flâmines diais durante o triunfo romano (cerimônias públicas realizadas em Roma após uma conquista militar).
Segundo o historiador romano Tito Lívio, os lictores provavelmente eram uma tradição etrusca, que foi então adotada pelos romanos.

## Galeria

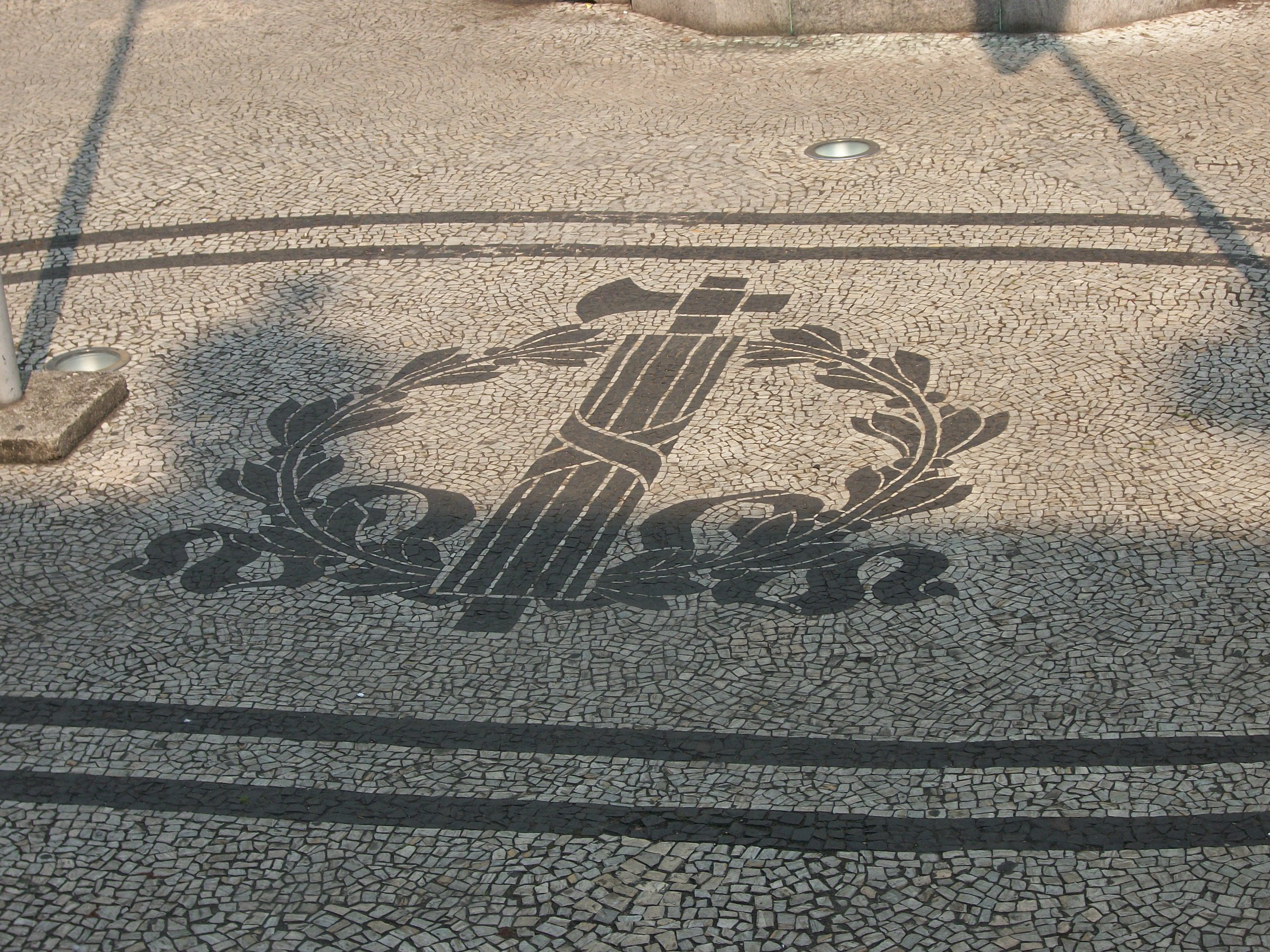
Fasces na calçada do Palácio Tiradentes, Rio de Janeiro
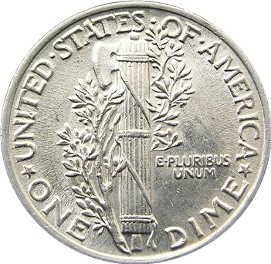
Fasces no reverso de uma moeda estadunidense.
Fasces no símbolo do Senado dos Estados Unidos.
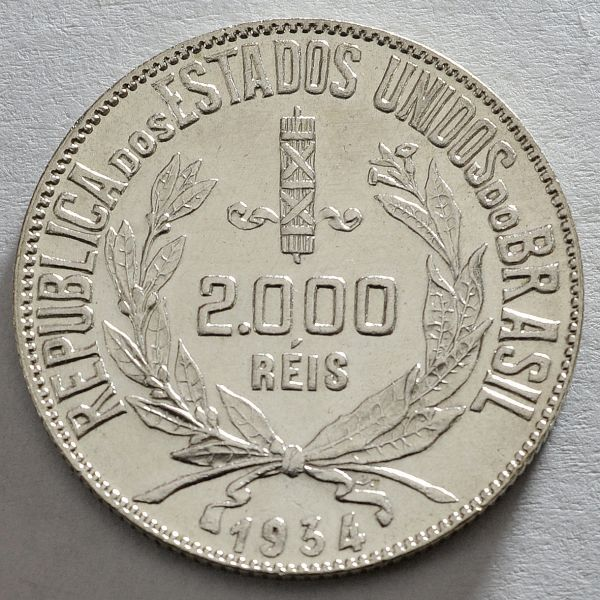
Fasces no reverso de uma moeda brasileira de 2.000 réis